# Isfugl
Isfuglen (latin: Alcedo atthis) er en sjælden dansk ynglefugl der tilhører skrigefuglene. Isfuglen er vurderet som sårbar på den danske rødliste.

## Etymologi
Navnet, isfugl stammer fra det gammel højtyske Eisvogel som sprogforskere diskuterer betydningen af. Nogle mener det betyder skinnende, andre relaterer navnet til isen, og refererer til isfuglens ophold ved frosne vandløb, endnu andre henviser til de "isblå" rygfjer eller isfuglens synlighed i is og sne. Sidst antager nogle, at navnet oprindeligt betød "jernfugl" (tysk: Eisenvogel), da rygfjerne er stålblå og bugen er rustfarvet. Såvel Dansk Ornitologisk Forening, Den Danske Ordbog, Gyldendals Etymologisk Ordbog, Ordbog over det Danske Sprog og Politikens Nudansk Ordbog med Etymologi støtter den sidste udlægning.

## Udseende
Isfuglen er en meget farvestrålende fugl. Den er stærkt blå på ryggen og orange på undersiden. Den har et kraftigt, spidst næb som den bruger, når den styrtdykker efter fisk eller når den fanger guldsmede i luften. Den er ca. 16 cm lang, vejer 40 – 45 g og har et vingefang på 24 – 26 cm.

## Adfærd
Isfuglen har et hårdt metallisk kald, som tit høres når den stryger forbi, lavt over vandet som en metalblå raket.
I Danmark yngler ca. 250 – 400 par. Reden placeres i huller i stejle brinker i nærheden af fiskerige åer og søer. Den graver til dette formål en ca. 1 m lang gang. Isfuglen får typisk 2-3 kuld unger om året med 5 – 7 æg i hver. Jo ældre fuglene bliver desto flere kuld. Der er registreret op til fire kuld om året, hvilket dog kun ses hos 1 ud af 80 par. Æggene ruges i 19 – 21 dage og ungerne fodres af forældrene i 23 – 27 dage efter klækningen.
Da isfuglen er afhængig af gode udsigtsposter at jage fra, foretrækker den at leve ved åer og søer hvor der er vandrette grene, der rager langt ud over vandet.
- Isfuglen lever af fisk, som den fanger ved at styrtdykke fra en gren.
- Alcedo atthis
- Isfugl, der fanger en fisk

## Isfuglen i sagn
I græsk mytologi bliver Keyx (de) og Alkyone efter deres død forvandlet til isfugle. En isfugleslægt er opkaldt efter Keyx og henholdsvist en ditto underfamilie og en slægt er opkaldt efter Alkyone.